# Welcome to the Dollhouse
Welcome to the Dollhouse – drugi album studyjny nagrany przez amerykański girlsband Danity Kane, wydany dnia 18 marca 2008 roku w Stanach Zjednoczonych nakładem wytwórni Bad Boy Records. Zespół pracował nad krążkiem pięć tygodni; prace członkiń girlsbandu podziwiać można było w telewizyjnym show Making the Band 4. Gościnnie na longplayu pojawili się: Missy Elliott, raper Rick Ross, zespół Day 26, Donnie J. oraz współproducent albumu Sean Combs. Pozostali producenci Welcome to the Dollhouse to 7 Aurelius, The Clutch, Bryan Michael Cox, Danja, The Runners i Stereotypes.
W lutym 2008 roku Bad Boy Records oraz Atlantic Records zamieściły w internecie, za pośrednictwem swoich oficjalnych stron internetowych, specjalny odtwarzacz prezentujący kilkudziesięciosekundowe urywki utworów mających znaleźć się na trackliście krążka.

## Lista utworów
| #   | Tytuł | Czas |
| --- | --- | ---- |
| 1.  | "Welcome to the Dollhouse" (featuring Diddy) Twórcy: Sean Combs, Antwan Thompson Producenci: Diddy, Antwan "Amadeus" Thompson                                                     | 0:47 |
| 2.  | "Bad Girl" (featuring Missy Elliott) Twórcy: Nathaniel Hills, Mary Brown, James Washington, Melissa Elliott Producent: Danja                                                      | 4:01 |
| 3.  | "Damaged" Twórcy: Jonathan Yip, Jeremy Reeves Producent: The Stereotypes | 4:04 |
| 4.  | "Pretty Boy" Twórcy: Nathaniel Hills, The Clutch - Candice Nelson, Balewa Muhammad, Ezekiel Lewis, J. Que Producenci: Danja & The Clutch                                          | 4:00 |
| 5.  | "Strip Tease" Twórcy: Nathaniel Hills, James Washington, Aubrey O'Day, D. Woods, Dawn Richard, Shannon Bex, Aundrea Fimbres Producent: Danja                                      | 3:16 |
| 6.  | "Sucka for Love" Twórcy: Bryan Michael Cox, Kendrick Dean, Candice Nelson, Balewa Muhammad, Ezekiel Lewis, J. Que Producenci: Bryan Michael-Cox, WyldCard                         | 2:56 |
| 7.  | "Secret Place (Interlude)" Twórcy: Mario Winans, Aubrey O'Day, D. Woods, Dawn Richard, Shannon Bex, Aundrea Fimbres Producent: Mario Winans                                       | 1:16 |
| 8.  | "Ecstasy" (featuring Rick Ross) Twórcy: Andrew Harr, Jermaine Jackson, William Roberts Producent: The Runners                                                                     | 4:37 |
| 9.  | "2 of You'" Twórcy: Bryan Michael-Cox, Kendrick Dean, Adonis Shropshire, Wynter Gordon Producenci: Bryan Michael-Cox, WyldCard                                                    | 3:53 |
| 10. | "Lights Out" Twórcy: Sean Combs, Mario Winans, Dawn Richard Producent: Diddy, Mario Winans                                                                                        | 3:26 |
| 11. | "Picture This (Interlude)" Twórcy: Mario Winans, Aubrey O'Day, D. Woods Producent: Mario Winans                                                                                   | 1:14 |
| 12. | "Poetry" Twórcy: Sean Combs, Mario Winans, Mary Brown Producent: Diddy, Mario Winans                                                                                              | 4:42 |
| 13. | "Key to My Heart" Twórcy: Reggie Perry Producent: Scyience | 2:29 |
| 14. | "Flashback (Interlude)" Twórcy: Romeo XI, D. Woods, Dawn Richard Producent: Romeo XI                                                                                              | 1:14 |
| 15. | "Is Anybody Listening" Twórcy: Sean Combs, Mario Winans Producenci: Diddy, Mario Winans                                                                                           | 3:27 |
| 16. | "Ain't Going" [Utwór ukryty] (featuring Day 26 & Donnie J.) Twórcy: Bernard Malik, Iyanna Dean Producent: Bernard "Doss" Malik                                                    | 3:12 |
| 17. | "Make Me Sick" [Utwór bonusowy dostępny w wersji Deluxe Edition] Twórcy: Dana Stinson, C. Greyson, K. Muhammad, Anesha Birchett, Antea Birchett Producenci: Rockwilder, Drop Zone | 3:40 |

## Single
- Pierwszym singlem promującym krążek została kompozycja "Damaged". Oficjalnie wydany dnia 29 stycznia 2008[1] w rodzimym kraju zespołu, utwór wybrany został jako główny singel z albumu przez internautów poprzez pośrednictwo oficjalnej strony internetowej wytwórni Atlantic Records. W formularzu do głosowania fani girlsbandu wybrali spośród piosenek "Pretty Boy" oraz "Damaged" jedną, która zagościła na sklepowych półkach. Osoby chętne do głosowania zapoznawały się z utworami dzięki oficjalnej witrynie MySpace zespołu.[1]
- Drugim singlem promującym krążek stał się utwór "Bad Girl" nagrany wspólnie z Missy Elliott. Piosenka została godnie przyjęta przez interneutów - kompozycja w dniu premiery krążka stała się jedną z najczęściej ściąganych piosenek, które nie zostały wydane jako single. "Bad Girl" wydany został dnia 15 lipca 2008.

| Rok  | Singel     | Pozycje na listach | Pozycje na listach | Pozycje na listach | Pozycje na listach | Pozycje na listach | Album                    |
| Rok  | Singel     | US Hot 100         | US Pop 100         | GER                | AUT                | UWC                | Album                    |
| ---- | ---------- | ------------------ | ------------------ | ------------------ | ------------------ | ------------------ | ------------------------ |
| 2008 | "Damaged"  | 10                 | 5                  | —                  | —                  | 26                 | Welcome to the Dollhouse |
| 2008 | "Bad Girl" | 110                | 85                 | —                  | —                  | —                  | Welcome to the Dollhouse |

## Pozycje na listach
| Lista sprzedaży (2008)               | Najwyższa pozycja |
| ------------------------------------ | ----------------- |
| United World Chart                   | 2                 |
| USA Billboard 200                    | 1                 |
| USA Billboard Top Internet Albums    | 1                 |
| USA Billboard Top R&B/Hip-Hop Albums | 1                 |